# 英國駐韓國大使館
英国驻韩国大使馆（英語：British Embassy Seoul；韩语：／ Juhan Yeongguk Daesagwan），位于首尔特别市中区世宗大路19街24号，是英国在韩国的最高外交代表机构，始建于1884年英国与朝鲜王国建交之后，是朝鲜半岛唯一由开化期至今仍一直在原址派駐外交使团的大使馆。
英国现任驻韩大使是郭科林，于2021年7月6日自驻朝鲜民主主义人民共和国大使转任。

## 历史
英国与朝鲜半岛政权的关系最早可以追溯到1883年11月英国（大不列颠及爱尔兰联合王国）与朝鮮王國正式签署的《朝英通商条约》。1884年4月2日，两国通过互换批准书正式建立外交关系。两国建交后，位于汉城、原为申櫶、申淑熙居住的韓屋被征用为英国领事馆，其规模仅次于当时的美国驻朝使馆。1890年5月，韩屋被拆除，使馆被改造为砖石结构的西式建筑。
1891年，访问朝鲜的英国上尉A·E·J·卡文迪许在《朝鲜与神圣的白頭山》（英語：Korea and the Sacred White Mountain）一书中把这一建筑描述为“伫立于一座略微凸起的山丘（指贞洞）之上”的景色，而“由韩屋群聚而成的原领事馆建筑在新建筑完工的同时被拆除，（新建筑）现在已经建好了庭院”；1894年伊莎贝拉·博德访问朝鲜后，在《朝鲜及其邻国》一书中将其描述为“山坡上一座引人注目的红砖建筑”，而“另一座高山被俄罗斯公使馆占据，高耸的塔楼和华丽的正门是这个城市最不寻常的建筑”。
1897年，俄馆播迁的朝鮮高宗返回德壽宮称帝，改国号为大韓帝國，翌年2月，英国驻韩领事馆升格为公使馆。1905年，随着《乙巳條約》的签订，日本政府掌握大韩帝国的外交权，英国驻韩公使馆被关闭。1945年日本在第二次世界大战中投降并放弃朝鲜半岛，1948年大韩民国成立，并在翌年1月18日与英国建立外交关系，原英国公使馆被重新起用。
1950年6月，朝鲜战争爆发，公使馆迁至当时的临时首都釜山，1953年停战后迁回原址。1957年，英国驻韩国公使馆升格为大使馆。

## 附近建筑
韩国历史建筑慶運宮養怡齋坐落在英国大使馆的右侧，于2006年9月入选为第267号大韓民國國家登錄文化財。